# پارک این هوان
پارک این هوان (کره‌ای: 박인환؛ زادهٔ ۶ ژانویه ۱۹۴۵) بازیگر اهل کره جنوبی است.

## فیلم‌شناسی
- منتخب فیلم‌شناسی

### فیلم
- خانواده آرام (۱۹۹۸)
- خوشی (۲۰۰۷)
- عطش (۲۰۰۹)
- خروج (۲۰۱۹)

### مجموعه تلویزیونی
- تاجر پوسان (ام‌بی‌سی، ۲۰۰۱) - هونگ دوک جو
- امپراتور دریا (کی‌بی‌اس۲، ۲۰۰۴) - پدر جانگ بوگو (حضور افتخاری)
- عشقی برای کشتن (کی‌بی‌اس۲، ۲۰۰۵) - چا دو یونگ
- تو باارزش منی (کی‌بی‌اس۲، ۲۰۰۸) - جانگ ایل نام